# Palazzo Ducale (Urbania)
Pour les articles homonymes, voir Palazzo Ducale.
Le Palazzo Ducale est un des palais historiques de la ville d'Urbania dans les Marches, en Italie.
L'édifice, d'une surface de 6 000 m2, accueille le Museo Civico qui s'articule autour de plusieurs espaces muséaux consacrés à une bibliothèque, une pinacothèque et les archives historiques avec de précieuses collections de dessins, manuscrits, gravures et les deux globes de Gérard Mercator.

## Description
Le palais est édifié en amont du fleuve Métaure sur le site d'une citadelle  préexistante, appartenant à la famille Brancaleoni, ancien feudataire de Casteldurante. Commandité par les ducs d'Urbino de la famille Montefeltro et Della Rovere, sa construction est confiée à l'architecte Francesco di Giorgio Martini en 1470.
L'accès au palais se fait par une cour d'honneur de style Renaissance, de la seconde moitié du Cinquecento, pourvue d'une galerie d'arcades piétonnière composée de vingt deux colonnes de travertin qui rappelle celle du Palazzo Ducale d'Urbino. Un escalier permet d'accéder au piano nobile où se trouve la salle d'apparat au plafond à voûte sphérique  œuvre de Girolamo Genga.
Dans la salle des Cavaliers sont exposées des œuvres du  XVIe siècle tardif et, les deux rares globes du Mercator; la sphère terrestre de 1541 et la sphère céleste de 1551. De grand intérêt est une gravure monumentale de 11,80 × 0,36 m représentant « Le Cortège triomphal de Charles Quint » réalisée à l'occasion du sacre, à Bologne, de Charles Quint par le pape Clément VII en 1530. La collection de dessins, outre à constituer le noyau le plus important des collections, est composée de 750 dessins d'époque maniériste, probablement rassemblés par le comte Federico Ubaldini dans ses résidences entre Sienne, Rome et les Marches.
L'espace consacré à la céramique de Casteldurante expose, chronologiquement du XIVe au XVIIIe siècle, la production des ateliers locaux d'Urbania, avec les motifs et les couleurs typiques de la céramique durantina.
Sans oublier, le Museo di Storia dell'Agricoltura (musée de l'histoire de l'agriculture) aménagé dans les caves Quattrocento du palais.
Le palais était la résidence préférée du dernier duc d'Urbin François Marie II della Rovere.

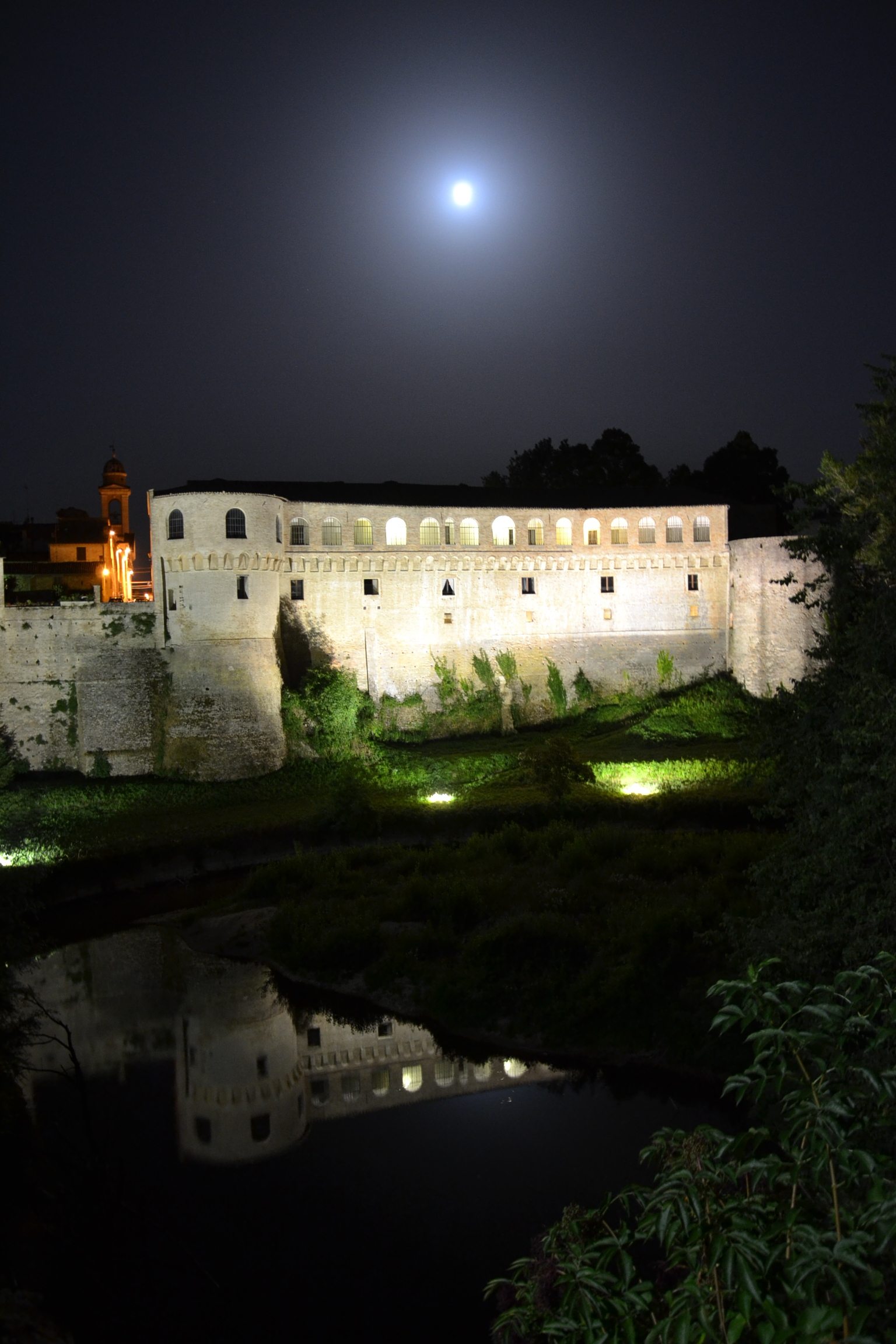
Le Palazzo Ducale.
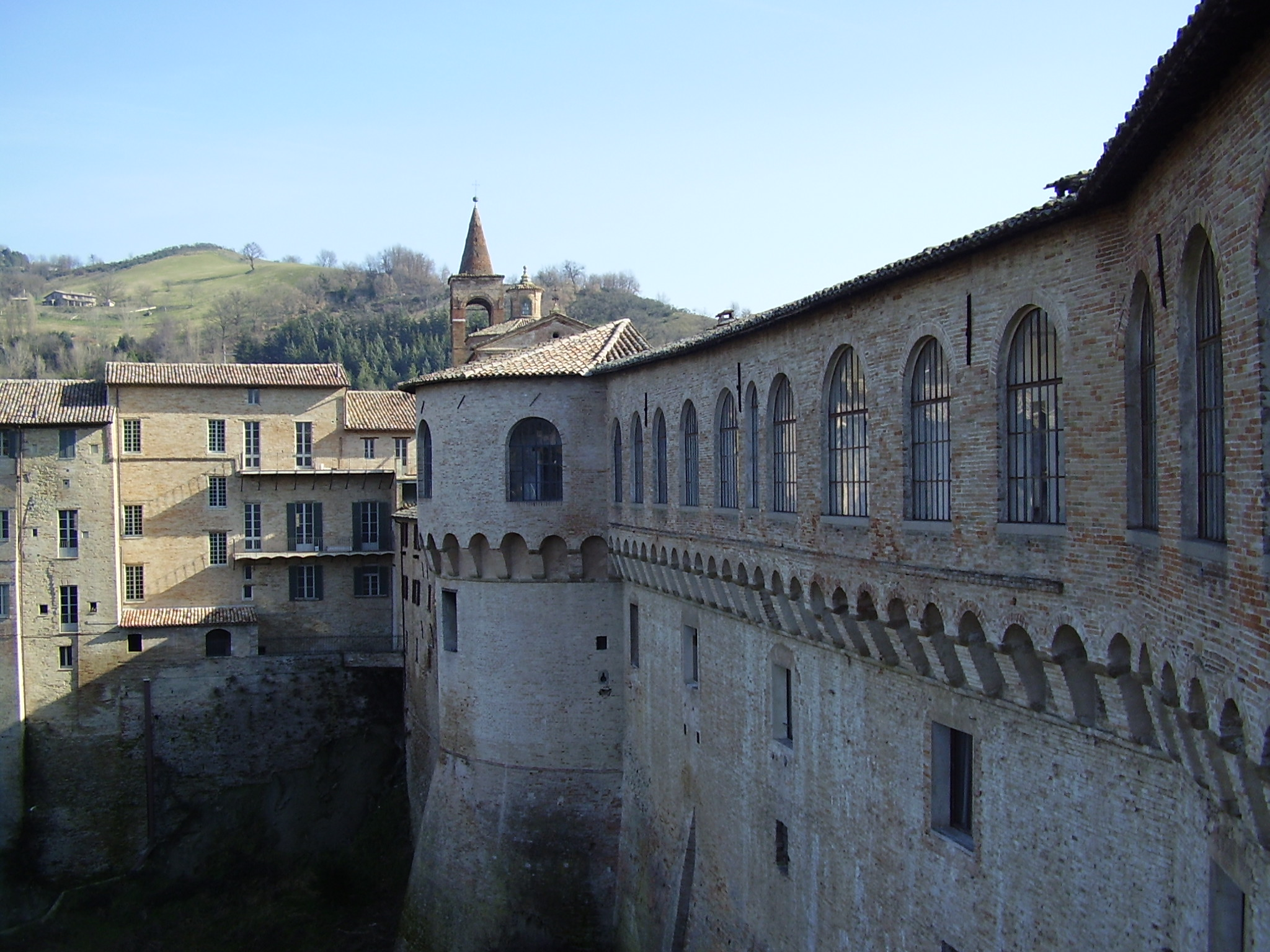
Le Palazzo Ducale.
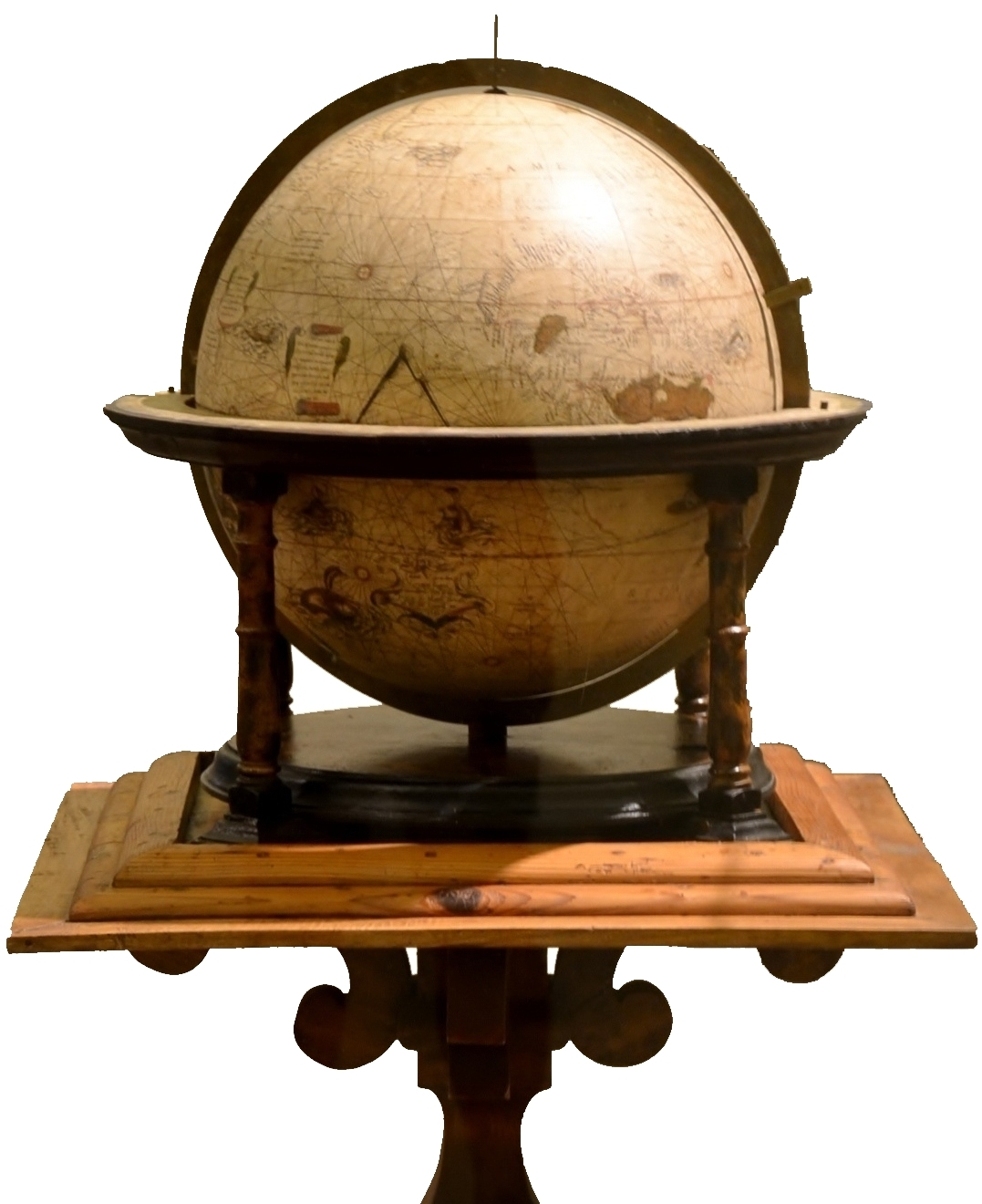
Globe de  Mercator, 1541
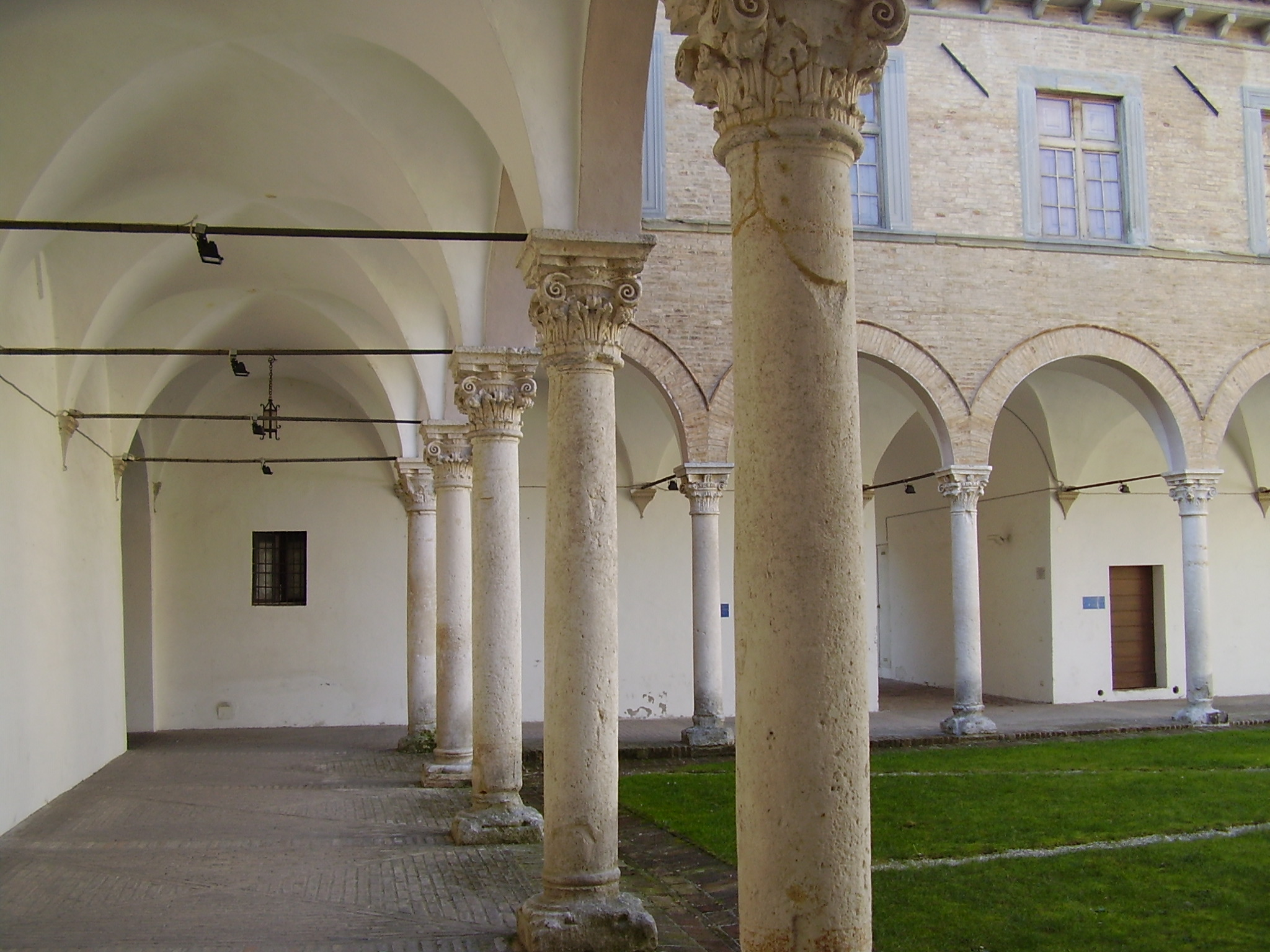
La cour d'honneur.